# Panjange
Panjange is een geslacht van spinnen uit de familie trilspinnen (Pholcidae).

## Soorten
Het geslacht kent de volgende soorten:
- Panjange alba Deeleman-Reinhold & Deeleman, 1983
- Panjange bukidnon Huber, 2015
- Panjange camiguin Huber, 2015
- Panjange casaroro Huber, 2015
- Panjange cavicola Deeleman-Reinhold & Deeleman, 1983
- Panjange dinagat Huber, 2015
- Panjange dubia (Kulczyński, 1911)
- Panjange hamiguitan Huber, 2015
- Panjange isarog Huber, 2015
- Panjange lanthana Deeleman-Reinhold & Deeleman, 1983
- Panjange madang Huber, 2011
- Panjange malagos Huber, 2015
- Panjange marilog Huber, 2015
- Panjange mirabilis Deeleman-Reinhold, 1986
- Panjange thomi Huber, 2019
- Panjange togutil Huber, 2019